# Chuối cô đơn
Chuối cô đơn (danh pháp khoa học: Ensete glaucum) là một loài thực vật có hoa trong họ Musaceae.

## Lịch sử phân loại
Loài này được William Roxburgh mô tả khoa học đầu tiên năm 1820 dưới danh pháp Musa glauca, theo mẫu cây trồng tại Vườn Thực vật Calcutta, có nguồn gốc do F. Carey thu thập từ Pegu, nhưng tên gọi này đã được tác giả đề cập tới trong tác phẩm năm 1814, và mô tả chi tiết hơn có trong các ấn bản năm 1824 và 1832 của Flora Indica.  Trong bài báo tại quyển 2 số 2 tạp chí Kew Bulletin năm 1947 (in năm 1948) Ernest Entwistle Cheesman chuyển nó sang chi Ensete.

## Phân bố
Loài bản địa Ấn Độ (Assam), Bangladesh, quần đảo Bismarck, Đài Loan, Trung Quốc (Vân Nam), Indonesia (Java, Sumatra, Sunda Nhỏ), Lào, Myanmar, New Guinea, Philippines, Thái Lan, Việt Nam.

## Phân loài
Bao gồm 2 phân loài: Ensete glaucum var. glaucum và Ensete glaucum var. wilsonii (Tutcher) Häkkinen, 2011.

### Ensete glaucumvar.glaucum
Danh pháp đồng nghĩa:
- Ensete agharkarii (Chakravorti) Hore, Baldev D.Sharma & G.Pandey, 1992
- Ensete calospermumi (F.Muell.) Cheesman, 1947 in 1948
- Ensete giganteumi (Kuntze) Nakai, 1948
- Musa agharkariii Chakravorti, 1948
- Musa calospermai F.Muell. ex Mikl.-Maclay, 1885
- Musa giganteai Kuntze, 1891
- Musa troglodytarum var. dolioformisi Blanco, 1837

Khu vực phân bố: Rộng khắp trong khu vực phân bố của toàn loài. Tên gọi tại Trung Quốc là 象腿蕉 (tượng thối tiêu), nghĩa đen là chuối đùi voi.

### Ensete glaucumvar.wilsonii
Danh pháp đồng nghĩa:
- Ensete wilsoniii (Tutcher) Cheesman, 1947 in 1948
- Musa wilsoniii Tutcher, 1902

Khu vực phân bố: Chỉ tìm thấy tại Vân Nam, Trung Quốc. Tên gọi tại đây là 象头蕉 (tượng đầu tiêu), nghĩa đen là chuối đầu voi.

## Mô tả
Ensete glaucum var. glaucum
Cây không có thân bò, nhựa cây màu vàng-cam nhạt. Thân giả màu xanh lục-vàng, với các đốm đen tím khi già, hình trụ, cao tới 5 m (đo đến chỏm tán lá khi cây trưởng thành), gốc phình to và giống như hình cái bình. Cuống lá ngắn; phiến lá thuôn dài, 1,4-1,8 m × 50-60 cm, nhẵn nhụi, đáy hình nêm, đỉnh hình đuôi. Cụm hoa hình trụ, cao tới 2,5 m. Lá bắc nhiều, xếp lợp, bền. Hoa 10-20 hoa mỗi lá bắc. Cánh đài kép ~2,5 cm, đỉnh 3 khe chẻ; cánh đài tự do hình tim ngược, ngắn hơn cánh đài kép, đỉnh có mấu nhọn lớn. Quả mọng màu đen ánh tím, có phấn xám, hình trứng ngược-thuôn dài, ~9 × 3,5 cm, đáy nhọn thon, đỉnh thuôn tròn và với bao hoa bền. Hạt màu đen, hình cầu, đường kính ~1,2 cm, nhẵn bóng. Ra hoa và tạo quả quanh năm. 2n = 18. Mọc hoang hoặc được trồng ở vùng núi; ở cao độ 800-1.100 m.
Ensete glaucum var. wilsonii
Thân giả hình nón, cao khoảng 1,7 m (đo đến chỏm tán lá khi cây trưởng thành), đường kính 38-45 cm ở gốc, đường kính 18-20 cm ngay phía dưới các lá sát gốc tán lá. Cuống lá ~60 cm, xẻ rãnh sâu; phiến lá thuôn dài, 3,3-4 m × 60-70 cm, đáy cụt đến hơi hình tim, đỉnh nhọn. Cụm hoa dài ~1 m, đường kính ~38 cm ở đáy và 10-13 cm ở đỉnh. Lá bắc màu xanh lục, bền, lá bắc ở phần gần trục hình mác, khoảng 30 cm, lá bắc ở phần xa trục hình trứng, ngắn hơn nhiều so với các lá bắc ở phần gần trục. Hoa 15-20 hoa mỗi lá bắc. Cánh đài màu trắng; cánh đài kép ~5 cm, đỉnh 3 thùy, các thùy rời hoặc đính kết lỏng lẻo; cánh đài tự do ngắn, dài chưa tới 1/2 cánh đài kép, đỉnh với 3 mũi nhọn, mũi nhọn trung tâm thẳng, lớn. Quả mọng màu vàng kim, hình chùy mặt cắt tam giác, 9-11,5 × ~4 cm, nhiều thịt. Hạt ~20, màu đen, đường kính 1-1,3 cm, góc cạnh, hơi nhăn. Ra hoa tháng 6, ra quả tháng 10. Mọc hoang hoặc được trồng ở đất màu mỡ trong khe núi; từ gần mực nước biển đến 2.700 m.

## Sử dụng
Loài này từng được dùng làm thức ăn cho lợn.